# Finsteraarhornhütte
Il Finsteraarhornhütte (3.048 m s.l.m.) è un rifugio alpino delle Alpi Bernesi che si trova nel Canton Vallese.

## Caratteristiche
Il rifugio è collocato ai piedi del versante sul del Finsteraarhorn ed ai bordi del Ghiacciaio di Fiesch.
L'edificio attuale è del 2003. Il precedente edificio serve da locale invernale.

## Accesso
Per la sua posizione remota in mezzo ai ghiacciai delle Alpi Bernesi l'accesso al rifugio è particolarmente lungo ed impegnativo. Esso è di natura alpinistica.
Una prima possibilità si ha partendo da nord e, in particolare, da Grindelwald nel Canton Berna. Con la Ferrovia della Jungfrau si sale fino al Jungfraujoch (3.471 m). Di qui si scende il Jungfraufirn fino a Konkordiaplatz. Da qui risale il Grunneggfirn, si scavalca il Grunhornlucke e raggiunge il rifugio. Questo accesso prevede circa sei ore di cammino.
Una seconda possibilità si ha partendo da sud e, in particolare, da Fiesch nel Canton Vallese. Si può salire per funivia fino Fiescheralp (2.212 m). Di qui per il sentiero che passa per Märjelesee si mette piede sul ghiacciaio dell'Aletsch. Lo si risale sino a Konkordiaplatze poi si segue l'itinerario precedente. Questo accesso richiede dalle sette alle nove ore di cammino.
Una terza possibilità sempre da Fiesch prevede di salire a Fieshertal (1.376 m). Di qui si sale il Ghiacciaio di Fiesch fino al rifugio.
Una quarta possibilità da est prevede di partire dal passo del Grimsel (2.160 m). Di qui si prende il sentiero che porta all'Oberaarsee, poi all'Oberaargletscher ed infine all'Oberaarjoch (3.216 m). Dopo questo colle si scende sul ghiacciaio e poi si passa il Gemschlücke (3.335 m). Si scende sulla morena laterale del Ghiacciaio di Fiesch e si arriva, infine, al rifugio. Questo accesso richiede dalle sette alle nove ore di cammino.

## Ascensioni
- Finsteraarhorn - 4.274 m
- Gross Fiescherhorn - 4.049 m
- Grünhorn - 4.043 m
- Hinter Fiescherhorn - 4.025 m